# Christophe Pierre
Christophe Louis Yves Georges Pierre (Rennes, 30 de enero de 1946) es un arzobispo titular francés que actualmente se desempeña como nuncio apostólico en Estados Unidos de América.

## Biografía

### Primeros años
Christophe Louis Yves Georges nació el Rennes, Ille y Vilaine, Francia.
De una familia arraigada en Rennes y en Saint-Malo durante muchas generaciones, Christophe Pierre comienza la escuela en Antsirabé, Madagascar, realizó sus estudios secundarios en el Colegio de Saint-Malo, y durante un año en el Liceo Francés de Marrakech, Marruecos. 
Ingresó en el seminario de Saint-Yves de Rennes en 1963. Su educación fue interrumpida por dos años de servicio militar en 1965 y 1966. 
Posee una Maestría en Teología obtenida en el Instituto Católico de París, y obtuvo un doctorado en Derecho Canónico en Roma. 
Luego ingresó en la Academia Pontificia Eclesiástica en Roma (escuela de diplomacia Santa Sede) donde se graduó. 

### Sacerdote
Fue ordenado sacerdote para la diócesis de Rennes, en la catedral de Saint-Malo, 5 de abril de 1970.
Aunque ordenado por la diócesis de Rennes, está en la parroquia de Saint-Pierre y Saint-Paul de Colombes , en la diócesis de Nanterre, en la que fue vicario de 1970 a 1973.
Su carrera diplomática se inició en Wellington, Nueva Zelanda en 1977.
Él es sucesivamente enviado a Mozambique, Zimbabue, Cuba, Brasil y la Misión Permanente de la Santa Sede ante la Oficina de las Naciones Unidas y las instituciones internacionales en Ginebra.

## Episcopado

### Nuncio Apostólico en Haití
El 12 de julio de 1995, Juan Pablo II lo nombró nuncio apostólico en Haití y le da el título de arzobispo titular de Gunela. Fue consagrado por el cardenal Angelo Sodano, Secretario de Estado el 24 de septiembre en la catedral en la catedral Cathédrale Saint-Vincent de Saint-Malo. 

### Nuncio apostólico en Uganda
En 1999 es transferido a Kampala en Uganda. 

### Nuncio apostólico en México
En 2007 es nombrado Nuncio apostólico en México.

### Nuncio apostólico en Estados Unidos
El 12 de abril de 2016 fue nombrado nuncio apostólico en los Estados Unidos de América.

## Cardenalato
Fue creado cardenal por el papa Francisco durante el consistorio del 30 de septiembre de 2023, con el titulus de cardenal diácono de San Benito fuera de la Puerta de San Pablo.
El 4 de octubre de 2023 fue nombrado miembro de la Administración del Patrimonio de la Sede Apostólica.

## Condecoraciones
El 30 de mayo de 2016 fue condecorado por el gobierno mexicano con la Orden Mexicana del Águila Azteca mediante decreto publicado en el Diario Oficial de la Federación (México).

## Sucesión
| Predecesor: Emilio Layon Bataclan | Arzobispo titular de Gunela 12 de julio de 1995 - 30 de septiembre de 2023 | Sucesor: Sede vacante        |
| Predecesor: Lorenzo Baldisseri    | Nuncio apostólico en Haití 12 de julio de 1995 - 10 de mayo de 1999        | Sucesor: Luigi Bonazzi       |
| Predecesor: Luis Robles Díaz      | Nuncio apostólico en Uganda 10 de mayo de 1999 - 22 de marzo de 2007       | Sucesor: Paul Tschang In-Nam |
| Predecesor: Giuseppe Bertello     | Nuncio apostólico en México 22 de marzo de 2007 - 12 de abril de 2016      | Sucesor: Franco Coppola      |
| Predecesor: Carlo Maria Viganò    | Nuncio apostólico en los Estados Unidos de América 12 de abril de 2016     | Sucesor: En el cargo         |